# Agrostemma githago
Il gittaione (Agrostemma githago L., 1753) è una pianta erbacea annuale della famiglia delle Cariofillacee.

## Descrizione
Ha steli eretti, di circa 30–50 cm di altezza, con foglie lunghe e strette, appuntite ed opposte, unite alla base e fiori singoli di colore rosa-violetto. Il calice si prolunga in cinque lacinie, più lunghe dei petali. Fiorisce da maggio a giugno.
I semi sono piuttosto grandi e bitorzoluti.

## Distribuzione e habitat
L'areale di questa specie si estende dall'Europa sud-orientale attraverso il Caucaso sino all'Iran..
La pianta è stata diffusa in tutto il mondo da epoca antichissima, per i semi mescolati con quelli del grano, si ritiene al seguito della diffusione e domesticazione del grano.
Il gittaione è una delle cosiddette "malerbe" (note anche come piante messicole), che infestavano, con i fiordalisi e i papaveri, i campi di grano, dando loro tonalita di colore azzurro, rosso e violetto. 
Attualmente nei campi è molto raro, per l'uso dei diserbanti.

## Tossicità
La pianta è molto tossica per la presenza di un glicoside saponinico detto gittagina, che è contenuta in piccole quantità in ogni parte della pianta, ma soprattutto nei semi.
I foraggi contenenti semi di gittaione possono provocare gravi intossicazioni negli animali erbivori (cavalli e mucche), mentre altri animali da cortile come polli ed anatre sembrano esserne immuni.
In passato i semi contenuti nel grano, se venivano macinati nelle farine, producevano gravi intossicazioni anche all'uomo.

## Usi
La pianta è notevolmente decorativa, ed è per questo che i semi possono essere disponibili per il giardinaggio.